# إيفان شيشكين

إيفان شيشكين

إيفان إيفانوفيتش شيشكين (بالروسية: Ива́н Ива́нович Ши́шкин) ـ (25 يناير 1832 ـ 20 مارس 1898) هو رسام مناظر طبيعية روسي يرتبط ارتبطًا وثيقًا بحركة بيريدفيجنيكي.
ولد شيشكين في ييلابوغا بمحافظة فياتكا (جمهورية تتارستان الحالية) وتلقى تعليمه الأولي في كازان، ثم انتقل إلى موسكو ليتلقى تعليمه في مدرسة موسكو للتصوير والنحت والعمارة لأربع سنوات، ثم قضى أربع سنوات أخرى (1856 ـ 1860) في أكاديمية الفنون القيصرية في سانت بطرسبرغ، حيث تخرج بتفوق وحصل على ميدالية ذهبية، ثم حصل على منحة حكومية ليستكمل دراسته في أوروبا.
بعد خمس سنوات صار شيشكين عضوًا بالأكاديمية القيصرية في سانت بطرسبرغ وأستاذًا للتصوير فيها من سنة 1873 إلى وفاته سنة 1898، وكان يرأس في الوقت ذاته قسم تصوير المناظر الطبيعية بمدرسة الفنون العليا في سانت بطرسبرغ.
كان أسلوب شيشكين في التصوير يعتمد على الدراسة التحليلية للطبيعية، وقد اشتهر برسم الغابات، وكان من فناني الطباعة الفنية البارزين في عصره.
توفي شيشكين في 20 مارس 1898، أثناء عمله في لوحة فنية جديدة.

## روابط خارجية
- إيفان شيشكين على موقع الموسوعة البريطانية (الإنجليزية)
- إيفان شيشكين على موقع ميوزك برينز (الإنجليزية)
- إيفان شيشكين على موقع ديسكوغز (الإنجليزية)